# Linde am Schlossgut Gailenbach

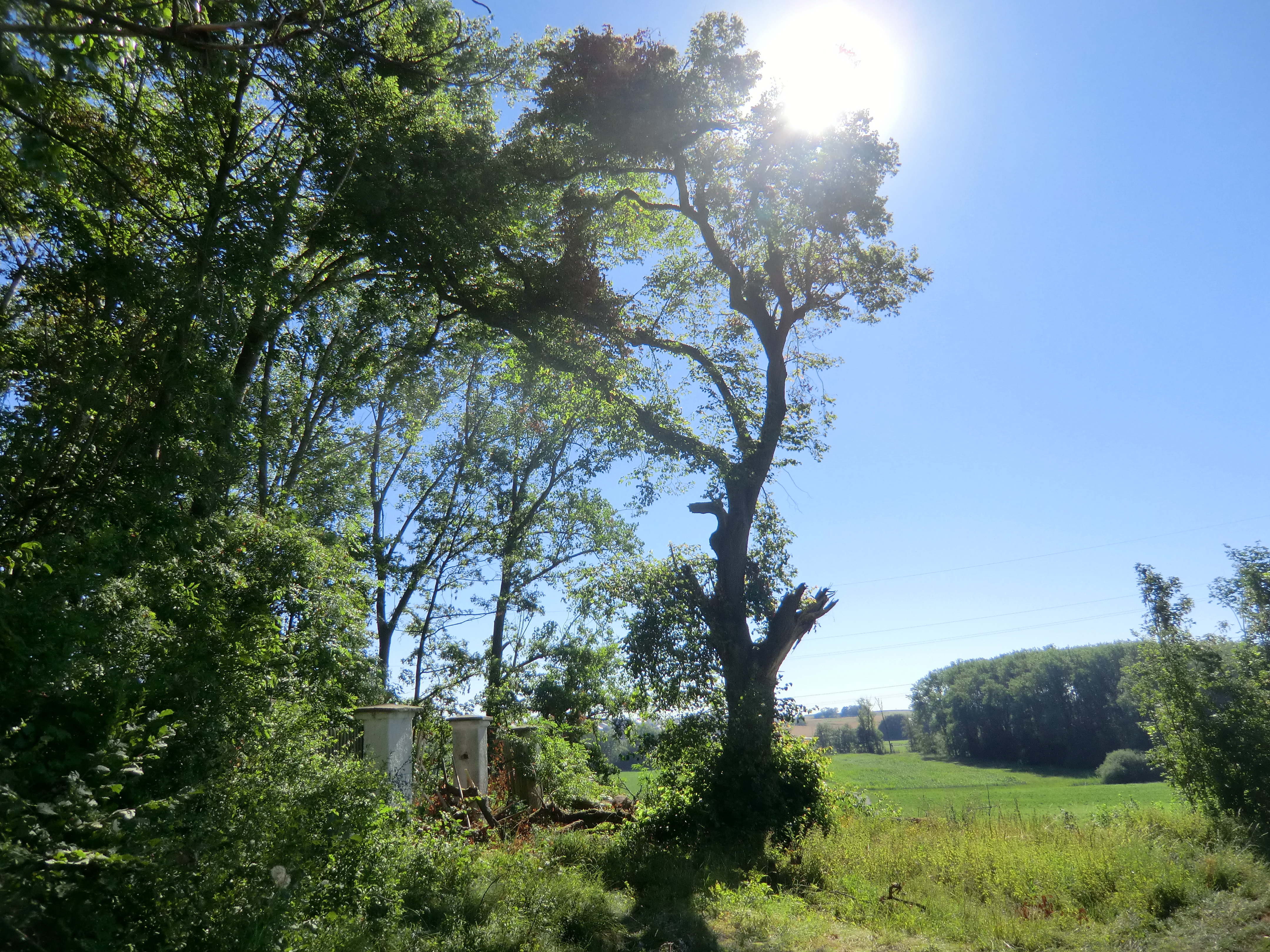
Die Linde am Schlossgut Gailenbach

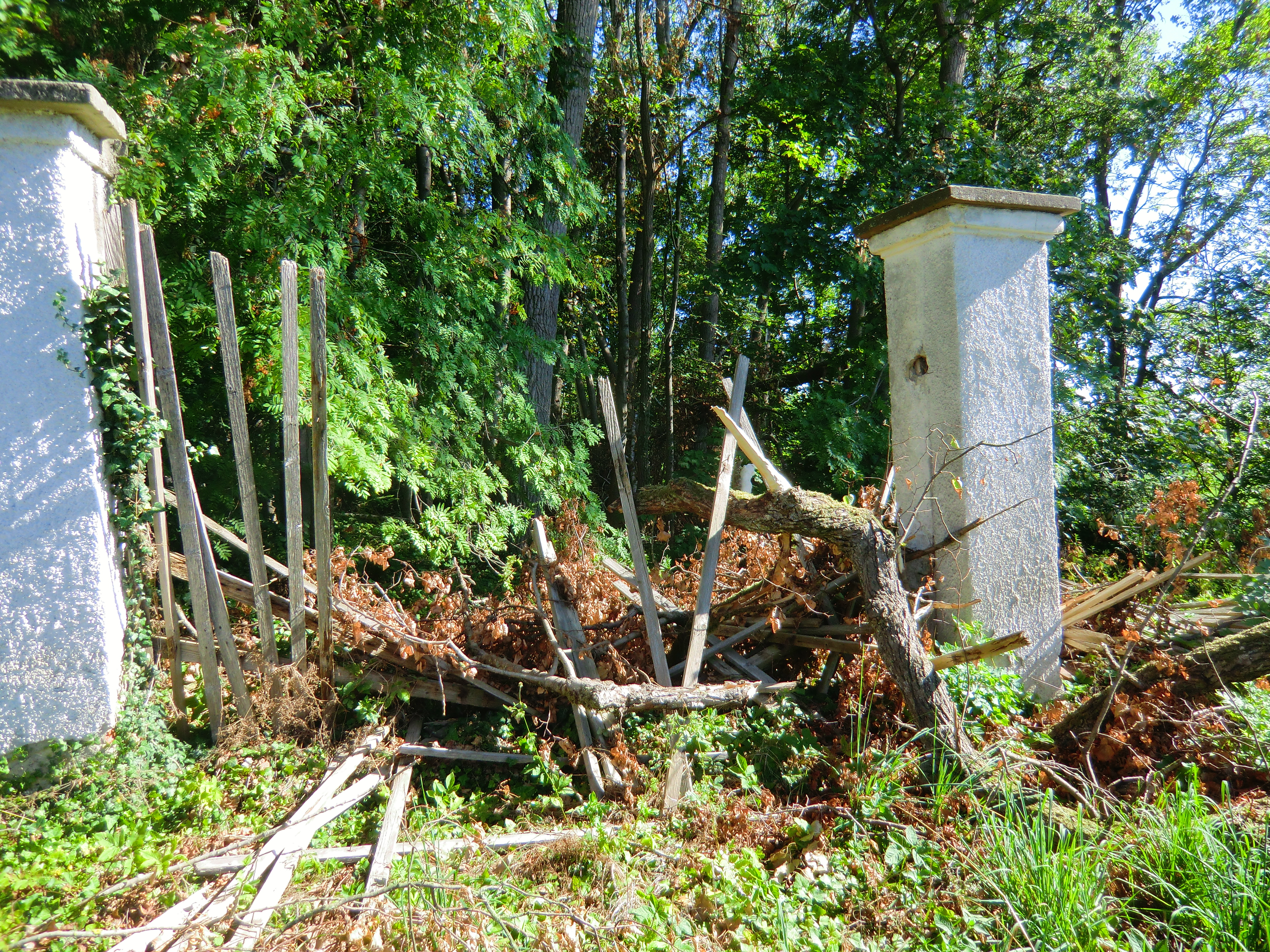
Die durch den abgerissenen Seitenast der Linde beschädigte Schlossmauer

Die Linde am Schlossgut Gailenbach ist ein eingetragenes Naturdenkmal in Edenbergen im Landkreis Augsburg (Bayern).

## Beschreibung
Die Linde befindet sich an der Kante eines nach Osten abfallenden Hanges an der südöstlichen Umfassungsmauer des Schlossgutes Gailenbach. Bei der Schlossmauer handelt es sich im eigentlichen Sinne um einen Lattenzaun mit großen Säulen aus Backsteinen, der das Gelände mit dem Schlossgebäude und dem südlich davon gelegenen dazugehörigen Gutshof umfasst. Südlich der Linde führt die Verbindungsstraße von Gailenbach zur Umgehungsstraße in Richtung Gailenbacher Mühle und zur Autobahnraststätte Edenbergen vorbei.
Die Linde war bis zum Jahr 2012 als Naturdenkmal eingetragen. Die Linde verlor 2011 bei Unwettern zwei große Seitenäste und dann im Oktober 2012 den südlichen Hauptast, der im Volumen etwa den halben Baum umfasste. Diese großen Teile der Linde verursachten glücklicherweise keine weiteren Schäden an der das Schlossgut umgebenden Mauer. Bereits in den Jahren vor 2011 kam es immer wieder zu Astbrüchen, die zum Teil auch die Lattenzäune der Umgrenzung zerstörten. Nach einer erneuten Begutachtung durch die zuständige Behörde, Ende 2012, wurde der Linde der Status Naturdenkmal insofern aberkannt, als von Seiten der Behörde keinerlei Pflege mehr unternommen wird. Die notwendigen Sicherungen und Räumarbeiten nach Sturmschäden werden seitdem durch die beiden Bewohner des Schlosses und des Gutshofes vorgenommen. Allerdings sind die Aussichten, dass die Linde weitere größere Unwetter überstehen wird, als sehr gering einzuschätzen.